# Besleria
- Commons
- Wikispecies

Besleria L. é um género botânico pertencente à família Gesneriaceae, encontrado na América Central, América do Sul e parte da Índia.

## Sinonímia
Cyrtanthemum, Eriphia, Gasteranthopsis, Parabesleria, Pseudobesleria, Pterobesleria

## Espécies
| - Besleria comosa - Besleria fasciculata - Besleria formosa - Besleria leucostoma - Besleria macahensis - Besleria melancholica | - Besleria miniata - Besleria modica - Besleria notabilis - Besleria princeps - Besleria quadrangulata - Besleria triflora |

- «Lista completa»

## Classificação do gênero
| Sistema | Classificação                        | Referência               |
| ------- | ------------------------------------ | ------------------------ |
| Linné   | Classe Didynamia, ordem Angiospermia | Species plantarum (1753) |